# Brian Lentz
Brian Lentz (født i 1969) er en tidligere dansk bokser i amatørsammenhæng. Han medvirkede i en birolle som vagt Ole i Annette K. Olesens film 1:1 fra 2006. I filmen spiller han en boksetræner, der involverer sig i nogle unge med indvandrerbaggrund og forsøger at få dem på rette spor via sit arbejde i en bokseklub.
Brian Lentz´ mor var grønlænder og hans far dansk. Da Lentz var 12 år blev moderen syg af kræft, mens familien boede på Grønland. Familien vendte hjem til Danmark og bosatte sig i Esbjerg. Lentz deltog blandt andet i OL i Barcelona i 1992 og boksede omkring 200 kampe som amatør, han har blandt andre slået den tidligere prof-verdensmester Sven Ottke.
I stedet for at blive professionel blev Lentz rådet til at slutte sig til militæret og sidenhen arbejde som fængselsbetjent.  
Brian Lentz har ikke kunnet give slip på sin boksning og valgte at blive træner i 2010. 
Han har i sæsonen 2012/2013 ført to af sine egne boksere til tops med guldmedaljer ved sjællandsmesterskaberne i "elite mænd" i mellemvægt og letsværvægt for Bispebjerg Bokseklub, som blev kåret til årets klub og Brian blev kåret som årets træner.